# Coronaster halicepus
Coronaster halicepus is een zeester uit de familie Asteriidae.
De wetenschappelijke naam van de soort werd in 1917 gepubliceerd door Walter Kenrick Fisher.